# Galléros paradicsombanka
A galléros paradicsombanka (Cicinnurus magnificus) a madarak osztályának verébalakúak (Passeriformes) rendjébe és a paradicsommadár-félék (Paradisaeidae) családjába tartozó faj.

## Előfordulása
Új-Guineának mind az Indonéziához, mind a Pápua Új-Guineához tartozó részének hegyvidéki erdeiben honos.

## Alfajai
- Cicinnurus magnificus magnificus ( J. R. Forster, 1781)
- Cicinnurus magnificus chrysopterus ( Elliot, 1873)
- Cicinnurus magnificus hunsteini ( A. B. Meyer, 1885)

## Megjelenése
Testhossza 26 centiméter. Jellemző sajátságai a hosszú, sarlóformájú, felső ormán hengeres csőr, az erős láb, a nem nagyon hosszú szárny s az igen hosszú és lépcsőzetes fark: A farktollak hegyesen végződnek. Tollbokréták csak a melloldalon vannak. Fejét apró, kerek, pikkelyes tollazat is borítja, amely bronzzöldes színű, de kék és aranyoszöld fényben csillog. A nyak hátsó részéből eredő hosszú, foszlott bársonyos tollak feketék; a hát épp olyan színezetű, de változatossá teszik egyes szabálytalanul elszórt, hosszúkás, lapátos, sűrű, pamatoshegyű tollak, melyek ragyogó zöldeskékben csillognak. Az áll és torok bíborszínű, a hasi oldal sötét olajbarna. A mell oldalaiból eredő, nagyméretű dísztollai, melyeket pihenés közben hanyagul szárnyain szokott viselni, a leggyönyörűbb színekben pompáznak. A szem sötét téglavörös, a csőr és láb fekete. A tojó feje búbja vörösbarna, háta, farcsíkja és szárnya olajbarna, farka barna, rozsdásvörös árnyalattal, álla, torka, fejoldalai, melle eleje barnásfekete.

## Életmódja
Gyümölcsöket és rovarokat fogyaszt.

## Külső hivatkozások
- Képek az interneten a fajról
- Internet Bird Collection - videók a fajról
- Xeno-canto.org - a faj hangja[halott link]